# Dois Palmitos numa Noite Suja
"Dois Palmitos numa Noite Suja" é o septuagésimo nono episódio da série A Grande Família e o sexto da terceira temporada. Seu título é uma referência à peça de teatro Dois Perdidos numa Noite Suja, que foi duas vezes adaptada para o cinema.

## Sinopse
Nenê ingressa no programa Fome Zero e passa a recolher comida de seus vizinhos e distribuí-la pelas pessoas necessitadas de seu bairro. O problema é que Beiçola entrega comida estragada, o que leva a que um policial proíba Nenê de distribuir comida.
A polícia havia recebido uma denúncia de mendigos que tinham ido para o hospital, após ingerir comida estragada. Nenê insiste para que Lineu, na qualidade de fiscal de vigilância sanitária, multe a pastelaria de Beiçola. No entanto, Lineu fica incapacitado de o fazer, já que não há provas - Beiçola tinha doado tudo o que havia na despensa para os mendigos.
Agostinho decide abandonar seu emprego de motorista de táxi por uns tempos e ir trabalhar com seu amigo Barros, como guia turístico. Ele peda para Lineu lhe ensinar algumas palavras em inglês e, com o pouco que conseguiu aprender do idioma mais o dinheiro que conseguiu juntar, leva Bebel para jantar num chique restaurante.
Nenê, apesar da proibição policial, continua distribuindo comida pelos pobres e pede a Agostinho que contribua na sua campanha, mas ele diz que gastou o dinheiro todo no jantar, quando na verdade ele esconde os dólares ganhos como guia numa lata de damascos.

## Audiência
O episódio rendeu à Rede Globo a excelente média de 41 pontos, com share de 63%.